# Гамамеліс віргінський
Чарівний горіх вірґінський, або гамамеліс віргінський (Hamamélis virginiána) — рослина родини чарівногоріхових, вид роду чарівний горіх.

## Поширення
Дико виростає в широколистяних лісах Північної Америки і культивується в субтропічних районах Європи, Азії та Африки.

## Опис
Високий чагарник або дерево зі світло-сірою корою.
Листки почергові, крупночерешкові, загострені, зубчасті, зверху темно-зелені, 12 см завдовжки і 9 см шириною. Молоде листя знизу покрите іржаво-бурими волосками. Старі листки знизу голі, жовтувато-зелені.
Квітки розвиваються пучками по кілька штук. Чашечка квітки покрита бурими зірчастими волосками. Віночок складається з чотирьох вузьколінійних золотисто-жовтих пелюсток.
Плід — світло-бура овальна коробочка, до половини укладена в чашечку. Насіння чорне, довгасте.
Листя рослини (Folium Hamamelidis) містять 7-11 % глікозиду гамамелітаніну, вільну галову кислоту і кверцетин. Свіже листя містить трохи ефірної олії. Листя і кора (Cortex Hamamelidis) містять дубильні речовини гідролізованої групи.